# Kościół Wniebowzięcia Najświętszej Maryi Panny w Oleśnicy
Kościół Wniebowzięcia Najświętszej Maryi Panny w Oleśnicy – rzymskokatolicki kościół parafialny mieszczący się w mieście Oleśnica w województwie świętokrzyskim. Należy do dekanatu stopnickiego diecezji kieleckiej.

## Historia
Pierwszy kościół pod wezwaniem świętego Floriana został wzniesiony z drewna. Druga świątynia pod tym samym wezwaniem została wzniesiona i konsekrowana w 1406 roku. Pamiątką po niej jest kamień fundacyjny znajdująca się obecnie w murze nawie głównej. Następny kościół w stylu gotyckim został wzniesiony dzięki staraniom kardynała Zbigniewa Oleśnickiego, doradcy króla Władysława II Jagiełły. W 1563 roku budowla została przejęta przez kalwinów. W 1619 roku kościół wrócił do katolików i został odrestaurowany. Obecna świątynia została odbudowana w 1866 roku, po pożarze w 1854 roku. Następnie została rozbudowana w latach 1888 i 1889. konsekrował ją w 1897 roku biskup Tomasz Teofil Kuliński. W 1944 roku, gdy przez miejscowość biegła linia frontu wschodniego, kościół został częściowo uszkodzony. Wojska sowieckie urządziły w świątyni stajnie. Żołnierze rozpoczęli wtedy grabież wyposażenia. Po wojnie kościół został odrestaurowany dzięki staraniom księdza Marka Lejczaka.

## Galeria

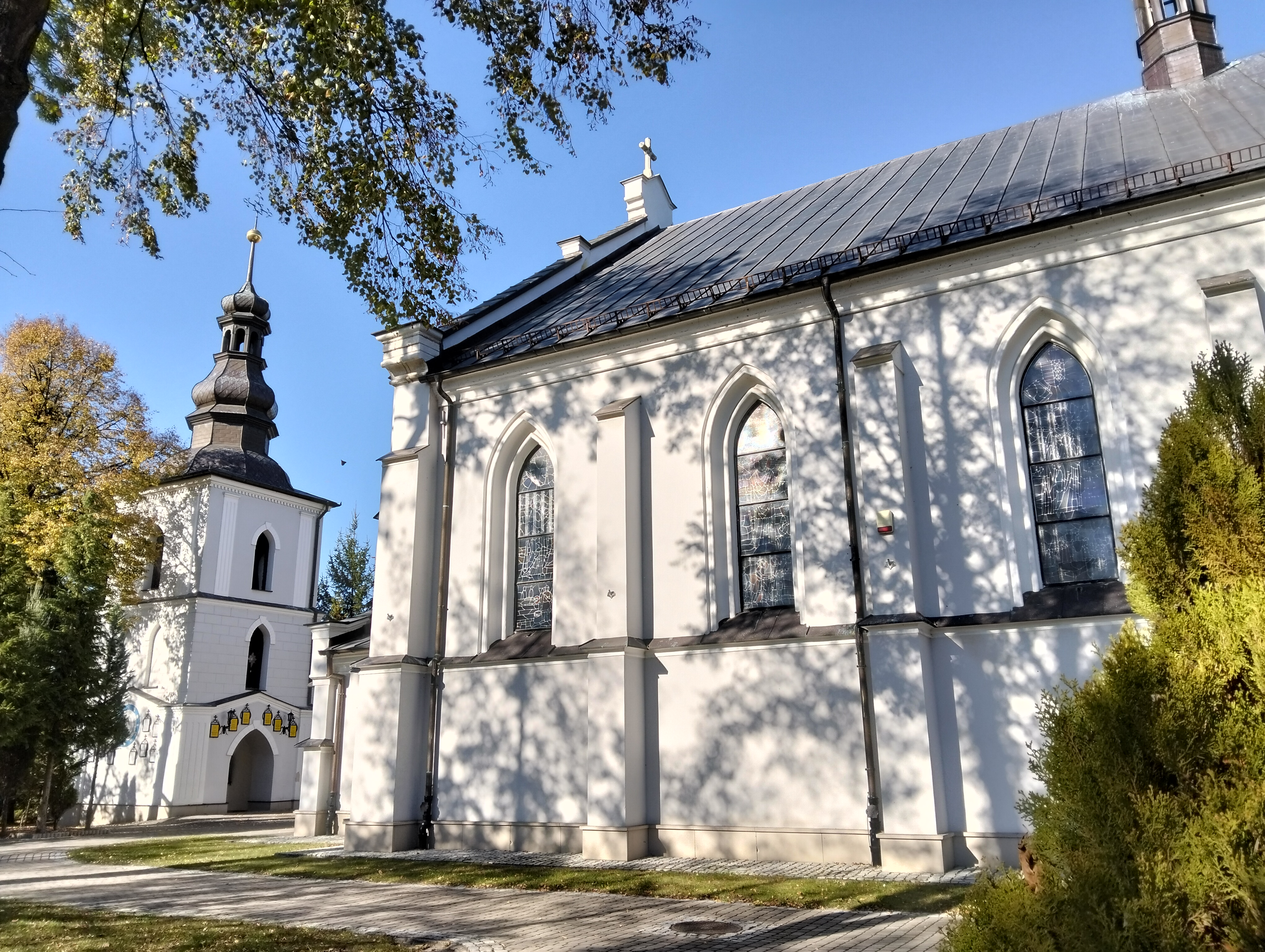
Widok od południa i dzwonnica
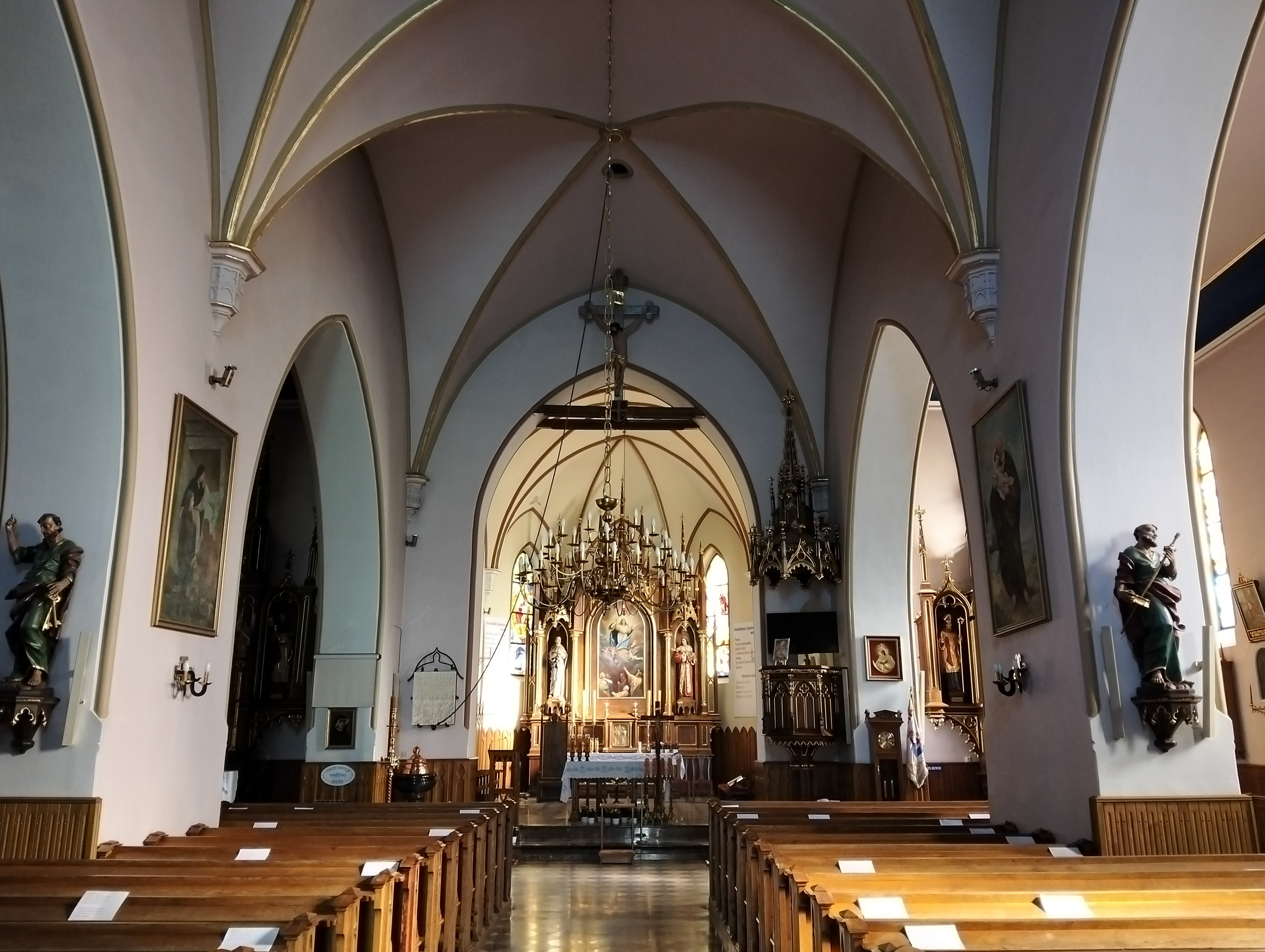
Wnętrze